# Julie Roberts
Julie Roberts (1 de febrero de 1979) es una cantante de música country estadounidense. Firmada con Mercury Nashville en 2003, Roberts hizo su debut con el sencillo "Break Down Here" en febrero de 2004, un éxito Top 20 en las listas Billboard Hot Country Singles & Tracks (ahora Hot Country Songs ) y la primera pista de su auto- álbum debut titulado . En 2006 siguió un segundo álbum de Mercury, Men &amp; Mascara . Este álbum produjo dos sencillos que no figuran en las listas en su canción principal y una versión de " Girl Next Door " de Saving Jane .

## Biografía
Julie Roberts nació en Lancaster, Carolina del Sur, Estados Unidos, en 1979. Hija de un ingeniero y un contador, comenzó su vida actuando en obras de teatro preescolar . También estuvo en coros escolares y actuó en una interpretación de "My Fair Lady" en un campamento de verano de canto. Roberts comenzó a tocar música country cuando era niño. Cuando estaba en la escuela secundaria y preparatoria, realizó giras con su familia, tocando en festivales en Carolina del Norte, Carolina del Sur y Georgia . También actuó en hogares de ancianos de la zona (donde desarrolló un aprecio por la música blues ); y trabajó en Carowinds (un parque temático en Charlotte, Carolina del Norte ) y Dollywood . También trabajó con hombres de 60 y 70 años actuando en hogares de ancianos. Sus influencias incluyen Dolly Parton, Barbara Mandrell y Tanya Tucker .
Asistió por primera vez a la USC Lancaster en su ciudad natal de 1997 a 1999 antes de graduarse de la Universidad Belmont en Nashville, Tennessee, con una licenciatura en administración de empresas. Roberts actuó en clubes y restaurantes locales hasta que se graduó. Comenzó a trabajar para Mercury Nashville Records y luego se convirtió en asistente del director del sello Luke Lewis. Durante su mandato allí, grabó una cinta de demostración con el productor Brent Rowan durante su tiempo libre. Rowan finalmente le puso la cinta a Lewis, quien quedó impresionado favorablemente con la grabación.

### Carrera de música country
Roberts firmó con la división Mercury Nashville de Universal Music Group Nashville . Su sencillo debut, " Break Down Here ", fue lanzado el 24 de febrero de 2004. La canción había sido grabada previamente por Trace Adkins bajo el título "Seguro que odiaría romper aquí". Roberts lanzó su álbum debut homónimo el 25 de mayo de 2004. Se ubicó dentro del Top 10 de la lista Billboard Top Country Albums, alcanzando el puesto No. 9. "Break Down Here" se convirtió en un sencillo Top 20 en la lista Hot Country Songs ; sin embargo, nunca volvió a ubicarse en el Top 40 después de eso. Los dos sencillos siguientes, "The Chance" y "Wake Up Older", alcanzaron el puesto número 1. 47 y núm. 46 en las listas de países, respectivamente. Luego, el álbum recibió la certificación Oro de la Recording Industry Association of America el 13 de diciembre de 2004.
En 2006, lanzó su cuarto sencillo, "Men & Mascara", que a su vez sería la canción principal de su segundo álbum. Men &amp; Mascara fue lanzado el 27 de junio de 2006. Aunque no llegó a las listas de éxitos de este álbum, logró ubicarse incluso más alto que su álbum debut. Llegó al No. 4 en los mejores álbumes de países y No. 25 en el Billboard 200 de todos los géneros. En el álbum se incluye una versión de " Girl Next Door " de Saving Jane, sin embargo, no llegó a las listas junto con la canción principal del álbum.
En 2011, Roberts reveló que le diagnosticaron esclerosis múltiple . 
Sun Records firmó con Roberts un contrato de grabación a mediados de 2013. Su álbum Good Wine & Bad Decisions fue el primer lanzamiento completo del sello en 40 años. 
Roberts lanzará el álbum Ain't in No Hurry el 28 de octubre de 2022. 